# Cantes de Málaga

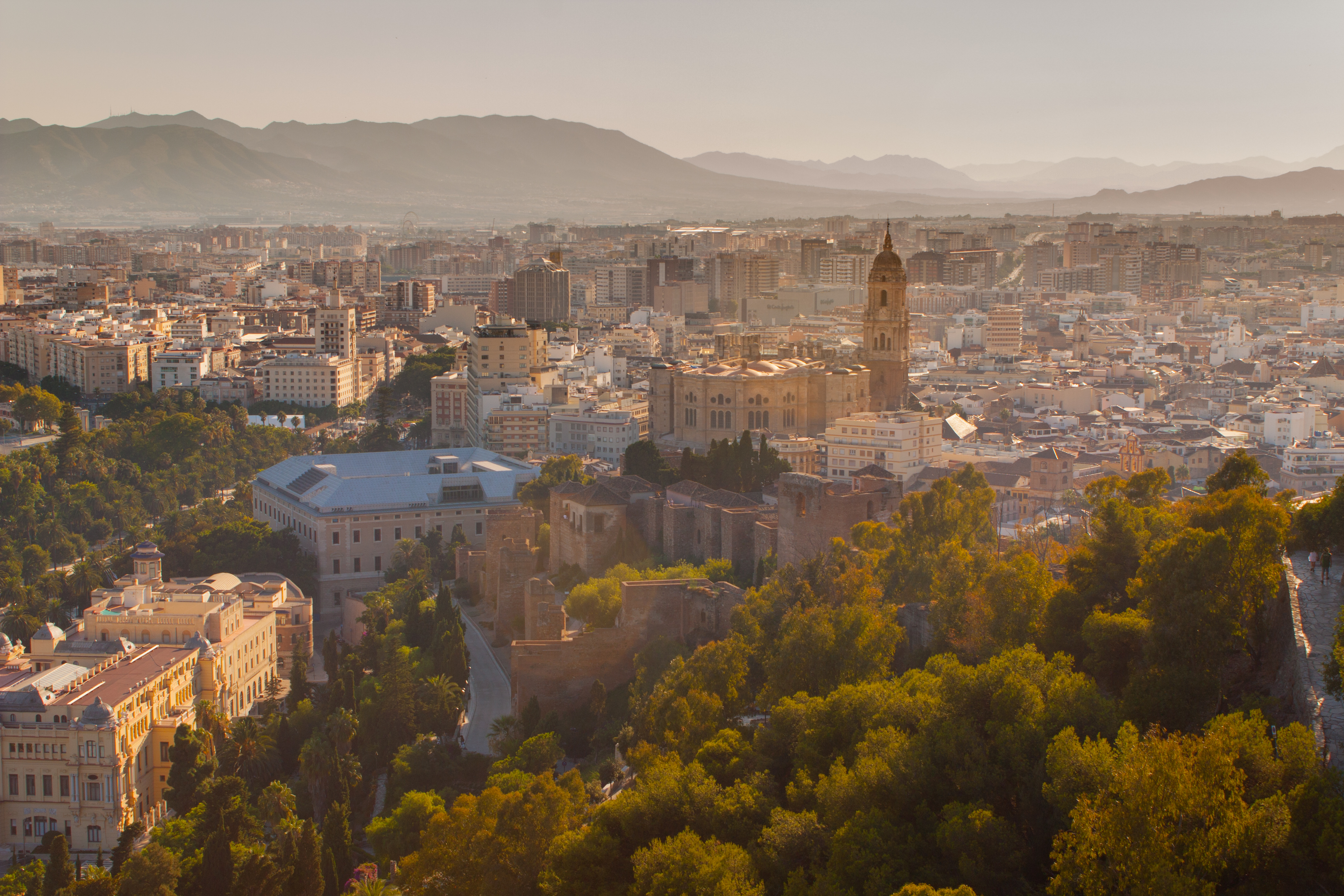
Panorámica de la ciudad de Málaga.

Se entiende por cantes de Málaga la totalidad de estilos o palos flamencos que son originarios de Málaga y su provincia. Málaga es una zona geográfica del cante flamenco y cuna de este arte junto con otras zonas como Cádiz y los Puertos, Jerez o Almería. La totalidad de las zonas referidas, más otras de la geografía andaluza, comprenden la "Geografía del Cante". Como zonas claves para el desarrollo y creación de estos cantes se destacan barrios populares como El Perchel, La Trinidad, Capuchinos, El Molinillo, La Goleta, La Cruz Verde, Pedregalejo o El Palo en la ciudad de Málaga y todas las comarcas de la provincia, que tienen alta tradición flamenca, como el Valle del Guadalhorce, la Axarquía, la Serranía de Ronda o la Comarca de Antequera y entre sus pueblos Álora, Ronda, Coín, Antequera, Ojén, Vélez-Málaga, Alhaurín de la Torre, Casarabonela, Estepona o Casabermeja por citar algunos y que en su mayoría tienen consolidados e importantes festivales de flamenco. 

## Palos
Los flamencólogos clasifican los diferentes estilos malagueños en verdiales, malagueñas, rondeña, jaberas, jabegotes, serranas, caña y polo. A veces los expertos mencionan como cante malagueño la bandolá. La totalidad de los palos mencionados tiene su origen en el fandango malagueño. En Málaga asimismo se desarrollarían diversos palos como los tangos y los tientos junto a otros puertos andaluces como Sevilla y Cádiz.

## El origen: Los verdiales
Los verdiales son cantes que, a pesar de que gozan de buena salud en nuestros tiempos, fueron creados en los Montes de Málaga hace cientos de años y aun así conservan su particular característica fiestera, y los adornan instrumentos como los violines y las panderetas que lo acompañan. Los verdiales son la más antigua concepción del fandango andaluz. Cogiendo como base los verdiales, el cantaor Juan Breva (Antonio Ortega Escalona) inventó los fandangos abandolaos, uno de los fandangos primerizos, que los expertos en flamenco denominan "Cantes de Juan Breva" y que serían el origen de la actual Malagueña. Juan Breva es, según los expertos, una de las grandes figuras de la historia del flamenco. La malagueña, además, será origen de la Granaína y de los Cantes de Levante.
Sin embargo, la Malagueña nació como tal de la creación de Juan De la Cruz Reyes Osuna, "El Canario", originario de Álora. De ahí que a esta localidad se la conozca como "Cuna de la Malagueña".
- Véase: Malagueñas cuneras

## La malagueña
La malagueña es el estilo de cante que más destaca en Málaga y está fuertemente asociada con el pueblo de Álora, ya que se lo considera como "cuna de las malagueñas". Sobre la base de ello, y con toda lógica, se ha dicho que si a las malagueñas primitivas se las llamó perotas es en razón a que a los naturales de Álora se les llama perotes. Es un estilo que cuenta con una variadísima gama de variantes personales, en la que su creador dejó el sello con su nombre con el que se le conoce en la historia del cante flamenco, y así tenemos malagueñas de El Canario, de La Trini, de Enrique el Mellizo, de Fosforito el Viejo, de Antonio Chacón, entre las que marcaron estilos definidos a pesar de la infinidad de los mismos para interpretarlas.

## La rondeña
La rondeña tiene esta denominación porque se creó en la Serranía de Ronda, aunque otros entendidos en la materia piensan que el topónimo proviene de ser recitada en las rondas de la noche. Aunque no haya total consenso, lo que sí es cierto es que es uno de los fandangos malagueños más viejos. Hay flamencólogos que la clasifican como bandolá, pariente posterior de los verdiales, y en este sentido, con muchos detalles a pesar de que las primeras eran un poco más pausadas.

## La jabera
La jabera se refiere a un fandango malagueño muy especial debido a su acompasamiento y sus notas ligadas. Siempre se ha pensado que se debía esta palabra a dos hermanas del barrio de La Trinidad de Málaga que, a principios del siglo XIX, tenían una carreta de habas y cantaban por este palo pregonando su producto. Esto degeneró en la palabra "jabera" debido al acento andaluz. También se piensa que "jabera" que es procedente de jábega, que es el nombre que se da en Málaga a una embarcación de pesca tradicional.

## Los jabegotes
Esto llega al cante por jabegotes, que es un cante de los marineros de estos barcos para coordinarse a repasar las redes de pesca, en momentos de sosiego en la playa, especialmente en los barrios de Pedregalejo y El Palo. Este último cante es posible que sea la bandolá más antigua, es la más lenta y denominada también como cante de los marengos.

## Cantes de El Piyayo
Son unos peculiares tangos creados por Rafael Flores Nieto "El Piyayo". Debido al personal estilo de ejecución se merecen denominación propia. Se diferencia de las características de tangos por sus guiños a guajiras. Resultan un cante genuino, agradable y pegadizo. Las letras normalmente hablan de situaciones divertidas y jocosas, a veces motivos carcelarios, hambre y en definitiva vivencias en las que estuvo este gitano malagueño.